# Končarev Kraj
Končarev Kraj – wieś w Chorwacji, w żupanii licko-seńskiej, w gminie Plitvička Jezera. W 2011 roku liczyła 1 mieszkańca.